# Монтвейл (Нью-Джерсі)
Монтвейл (англ. Montvale) — місто (англ. borough) в США, в окрузі Берген штату Нью-Джерсі. Населення — 8436 осіб (2020).

## Географія
Монтвейл розташований за координатами 41°3′17″ пн. ш. 74°2′50″ зх. д. / 41.05472° пн. ш. 74.04722° зх. д. (41.054594, -74.047298). За даними Бюро перепису населення США в 2010 році місто мало площу 10,38 км², з яких 10,36 км² — суходіл та 0,02 км² — водойми.

## Демографія
Згідно з переписом 2010 року, у селищі мешкали 7844 особи в 2778 домогосподарствах у складі 2204 родин. Було 2872 помешкання
Расовий склад населення:
| - 84,8 % — білих - 11,0 % — азіатів - 1,0 % — чорних або афроамериканців - 0,1 % — корінних американців - 1,6 % — осіб інших рас |

До двох чи більше рас належало 1,4 %. Частка іспаномовних становила 5,3 % від усіх жителів.
За віковим діапазоном населення розподілялося таким чином: 26,8 % — особи молодші 18 років, 58,7 % — особи у віці 18—64 років, 14,5 % — особи у віці 65 років та старші. Медіана віку мешканця становила 41,9 року. На 100 осіб жіночої статі у селищі припадало 95,6 чоловіків; на 100 жінок у віці від 18 років та старших — 93,1 чоловіків також старших 18 років.
Середній дохід на одне домашнє господарство становив 149 772 долари США (медіана — 110 635), а середній дохід на одну сім'ю — 149 469 доларів (медіана — 119 663). Медіана доходів становила 100 294 долари для чоловіків та 62 241 долар для жінок. За межею бідності перебувало 7,8 % осіб, у тому числі 15,2 % дітей у віці до 18 років та 3,3 % осіб у віці 65 років та старших.
Цивільне працевлаштоване населення становило 3715 осіб. Основні галузі зайнятості: освіта, охорона здоров'я та соціальна допомога — 21,7 %, науковці, спеціалісти, менеджери — 16,3 %, фінанси, страхування та нерухомість — 11,6 %, виробництво — 11,0 %.